# Prochoristis
Prochoristis és un gènere d'arnes de la família Crambidae.

## Taxonomia
- Prochoristis campylopa Meyrick, 1935
- Prochoristis crudalis (Lederer, 1863)
- Prochoristis malekalis Amsel, 1961
- Prochoristis rupicapralis (Lederer, 1855)